# Кодер
У дигиталној електроници, кодер је комбинационо коло које врши кодовање. Кодовање је потребно да би се нека информација могла обрађивати дигиталним системом. На пример, са тастатуре калкулатора или рачунара посредством кодера се генерише комбинација логичких нула и јединица. Код који се генерише кодерима може бити природни бинарни код или код задат табелом, где сваком сигналу одговара одређена комбинација нула и јединица, као што је случај са алфанумеричким кодовима.
Кодер се састоји из n излаза, сигнала дозволе, док може имати 2 (потпуни кодер) или 2 (непотпуни кодер) улаза. Кодери такође захтевају улазе за напајање и масу.